# Амаду Тумани Туре
Амаду Тумани Туре е малийски политик, президент на Мали от 26 март 1991 г. до 8 юни 1992 г. и от 8 юни 2002 г. до 22 март 2012 г., генерал.

## Биография
Първоначално Туре се стреми да стане учител, но постъпва в армията и след обучение в СССР (в Рязанското висше десантно командно училище) и Франция през 1984 г. става командир на десантните войски на Мали. След като военното правителство на Муса Траоре започва брутално да потушава народните протести през март 1991 г., Туре ръководи военен преврат. След като идва на власт като ръководител на Временния комитет за национално спасение, той организира Националната конференция, която разработва нова конституция през януари 1992 г. След президентските и парламентарните избори той прехвърля властта на новия президент Алфа Умар Конар.
От юни 2001 г. е специален пратеник на Кофи Анан в Централноафриканската република след опита за преврат в тази страна.
През септември 2001 г. се пенсионира и става кандидат на президентските избори. През 2002 г. печели първия тур с 64,35% от гласовете, докато неговият основен съперник Сумайла Сисе получава само 35,65%, и отново става държавен глава, като е преизбран през 2007 г.
Туре е безпартиен. Неговото правителство включва представители на всички политически партии в страната.
Основните дейности на правителството на Туре са социалната сфера и подобряването на инфраструктурата. През 10-те години, докато е на власт, са построени 12 хиляди социални жилища, въведени са програми за безплатно лечение на редица заболявания, например малария при деца и бременни жени, започват да се извършват безплатно цезарови сечения и др. Условията на труд са подобрени, минималната заплата и пенсиите са увеличени. Въпреки усилията обаче подобренията засягат до голяма степен градското население, което в Мали съставлява само около една трета от общото население на страната.
В икономическо отношение правителството се занимава предимно със селското стопанство., отдава голямо значение на напояването, като през годините повече от 200 хиляди хектара земеделска земя са напълно или частично снабдени с вода. През 2008 г. Мали стартира програма за стимулиране на производството на ориз, която субсидира производството и има за цел да създаде работни места за най-бедните хора.
Въпреки постиженията на правителството популярността му намаля значително през последните години, тъй като общият стандарт на живот остава нисък. Освен това то е разтърсено от корупционни скандали. Въстанието на туарегите, което започва през 2011 г., е неуспешно за правителствената армия. Туре е лично обвинен, че не е направил достатъчно за потушаването му.
На 21 март 2012 г. в страната е извършен държавен преврат, организиран от група военни, които са недоволни от реакцията на правителството срещу въоръженото въстание на туарегите в Северно Мали. На 22 март 2012 г. военните обявяват завземането на властта и прехвърлянето ѝ на създадения от тях Национален комитет за възстановяване на демокрацията и възраждането на Мали, разпускането на правителството, суспендирането на конституцията и въвеждане на вечерен час. Те обявяват и готовността си да прехвърлят властта на нов демократично избран президент.
На 8 април 2012 г. Туре официално подава оставката си като държавен глава като част от споразумението за разрешаване на кризата в Мали между представители на военната хунта и посредника от Икономическата общност на западноафриканските държави, външен министър на Буркина Фасо Д. Басоле.
След свалянето от власт той живее със семейството си в столицата на Сенегал – Дакар. Завръща се в Мали през декември 2017 г. Умира на 9 ноември 2020 г. по време на пътуване до Турция по здравословни причини няколко дни след сърдечна операция в Бамако.